# リウバンゴサウルス
リウバンゴサウルス（学名Liubangosaurus 「六榜（発見場所）のトカゲ」の意味）は、前期白亜紀に現在の中国に生息した恐竜の属。模式種および唯一の種は、2010年に莫進尤、徐星、およびエリック・ビュッヘタウトによって記載されたリウバンゴサウルス・ヘイ(Liubangosaurus hei)である。リウバンゴサウルスの化石は、中国広西チワン族自治区扶綏県の新龍層から発見された、ほぼ完全で関節した5つの椎骨からなるホロタイプNHMG8152のみが知られている。2010年に莫らは、リウバンゴサウルスが真竜脚類に属していることを発見した。
2013年の基盤的なティタノサウルス類の包括的な系統解析では、リウバンゴサウルスはエウヘロプス科またはサルタサウルス科のいずれかで、多孔椎類に位置付けられることが判明した。